# Kraj (Dicmo)
Kraj is een plaats in de gemeente Dicmo in de Kroatische provincie Split-Dalmatië. De plaats telt 442 inwoners (2001).